# 原口未帆
原口 未帆（はらぐち みほ 、1994年5月12日 - ）は、日本のモデル、タレント。

## 経歴
三重県で生まれ、アメリカ合衆国サウスカロライナ州で育つ。本人は帰国後に住んだ熊本県を出身地としている。かつては三重県を出身地としていた。
熊本県立第二高等学校卒業。首都大学東京システムデザイン学部システムデザイン学科インダストリアルアートコース（現・東京都立大学システムデザイン学部インダストリアルアート学科）在学中の2017年5月、MISS CIRCLE CONTEST 2017でグランプリを受賞する。
2018年3月、テレ朝公式ウォッチガールの一員になる。
2019年3月に大学を卒業後もモデルや女優活動を続け現在に至る。
2020年9月、動画配信会社が運営する「ぴーたー＆ほーみん」というTikTokアカウントへの出演に抜擢される。
2021年7月 出演していた「ぴーたー＆ほーみん」との契約を終了した。

## 人物
好きなものはバイクと音楽。愛車のホンダ・VTR250でツーリングをし、ポップ・パンクを嗜む。

## 出演

### 広告
- マッチングアプリ CROSS ME 広告記事[10]（2017年1月）
- Heather Diary「ミスサークルに輝いた原口未帆にインタビュー」[11]（2017年10月）
- Heather Diary「現役女子大生の2人がヘザーおすすめニットを着回し♡前編」[12]（2017年10月）
- ヴィレッジヴァンガード×耐え子の日常コラボグッズ広告モデル[13]（2017年12月 - ）

### CM
- 動画メッセージアプリSNOWチャット ウェブCM（2017年3月 - ）
- プレッツェルみたいなベビースター ウェブCM（おやつカンパニー、2018年3月 - ）
- ソフトバンク「女子大生の日常」篇（2019年3月 - ）

### テレビ番組
- 真夜中のおバカ騒ぎ!（チバテレ/TOKYO MX、2017年9月） - レギュラー出演（マヨバガールズ54期生）
- スマートフォンデュ（テレビ朝日、2017年10月 - ） - レギュラー出演（SHOWROOM合格者）

### ミュージックビデオ
- オボログラス「プロローグ」[14]（2018年4月） - 主演